# Codex Martínez Compañón

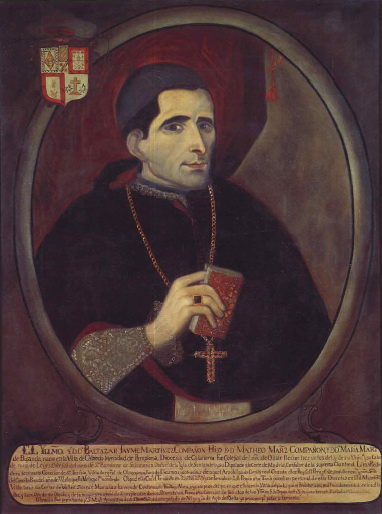
Baltasar Jaime Martínez Compañón y Bujanda

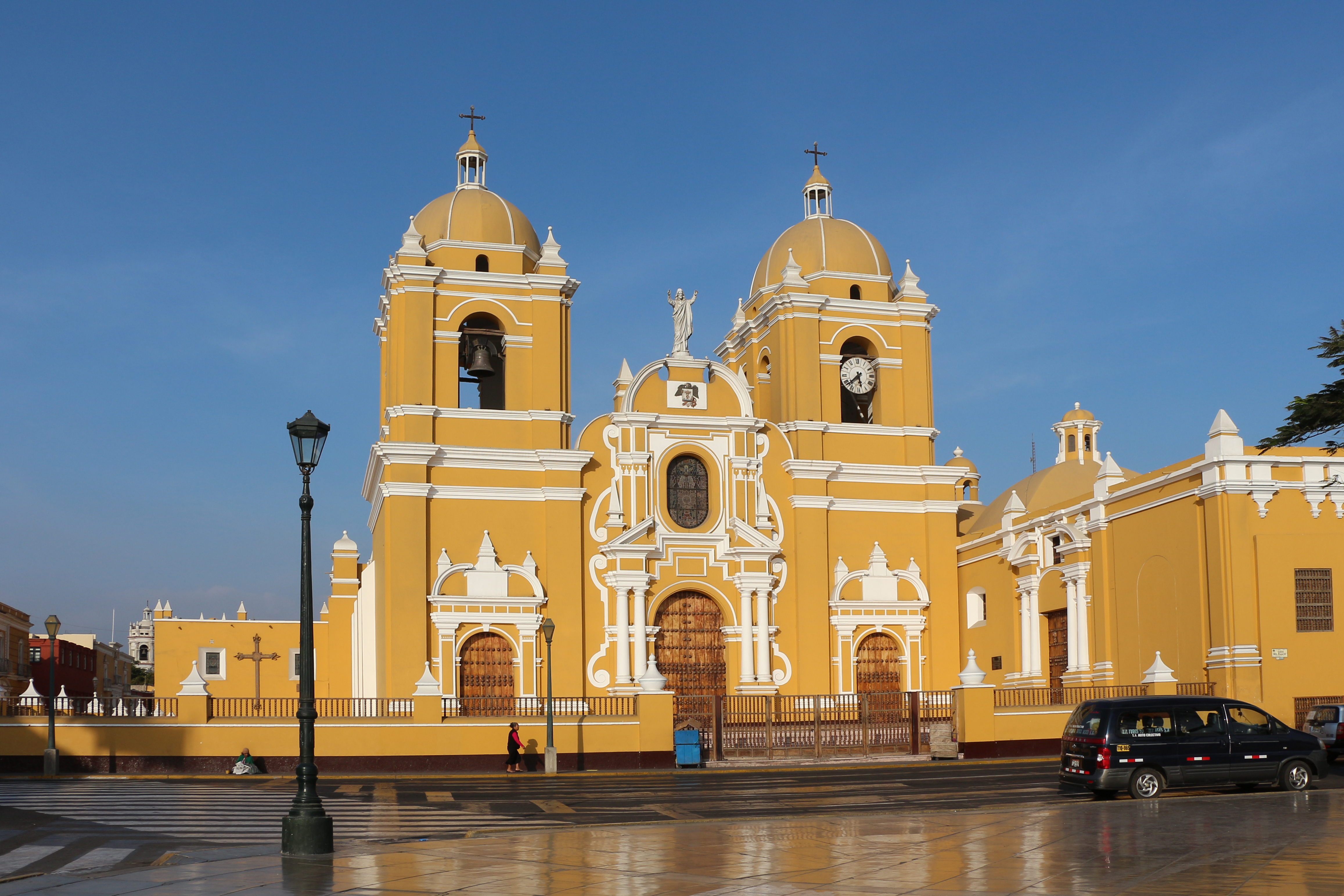
La Cathédrale de Trujillo

Le Codex Martinez Compañon est un manuscrit de la fin du XVIIIe siècle au Pérou, Trujillo del Peru, rédigé par l'évêque de Trujillo, Baltasar Martínez Compañón, entre 1782 et 1785, contenant 1411 aquarelles et 20 partitions décrivant la vie dans son diocèse. Il s'agit d'une œuvre ethnologique d'un intérêt particulier,,. Ces textes de son séjour au Pérou sont conservés dans les archives espagnoles, péruviennes et colombiennes, avec des données historiques sur le passé pré-hispanique: idolâtries, descriptions des populations, de l'économie et de multiples aspects de la vie quotidienne. Au cours de ses voyages, il collectionnait des objets archéologiques et ethnographiques. En 1788, il envoya à Charles III une collection de céramiques, dont une partie est actuellement conservée au Musée de l'Amérique à Madrid. Dans la Bibliothèque royale de Madrid, il y a de nombreuses aquarelles descriptives de la région et de ses habitants, commandées par lui. L'évêque a recueilli un total de neuf volumes, avec 1411 planches et 20 partitions musicales, qui ont été envoyés à Charles IV, qui les a inclus dans la bibliothèque susmentionnée en 1803.